# المقرن (ولاية الوادي)
المقرن بلدية تابعة لولاية الوادي الجزائرية. تقع بين الجديدة و سيدي عون يقطنها حوالي 4000 نسمة تأسس أول مسجد فيها سنة 1816المسجد العتيق ومن أول من عمر المقرن المصاعبة العزازلة و الربايع و العائلات عائلة مسعودي و معامرة نعروره زمالي غانية ذهب بده زكري تواتي زكايرة شكيمة هارون